# Dr. Lektroluv
Dr. Lektroluv est le nom de scène de Stefaan Vandenberghe, DJ belge originaire de Gand en Flandre-Orientale.
Il s’est forgé un personnage imaginaire en se déguisant en smoking et en portant un masque vert durant ses sets, c’est pourquoi certains l’appellent « The Man With The Green Mask » (« L’homme au Masque Vert »). Il a également troqué son casque de DJ classique pour le remplacer par une version à un seul écouteur. Il est également connu sous son autre nom de scène : T-Quest [réf. nécessaire] .
Il décrit ainsi son style : « Tout a une touche d'électronique, de l’Italo disco jusqu’à la house et de l’electro à la techno ».